# Nigrocornus scleroticus
Nigrocornus scleroticus är en svampart som först beskrevs av Narcisse Theophile Patouillard, och fick sitt nu gällande namn av Ryley 2003. Nigrocornus scleroticus ingår i släktet Nigrocornus och familjen Clavicipitaceae.   Inga underarter finns listade i Catalogue of Life.